# 합동타격미사일

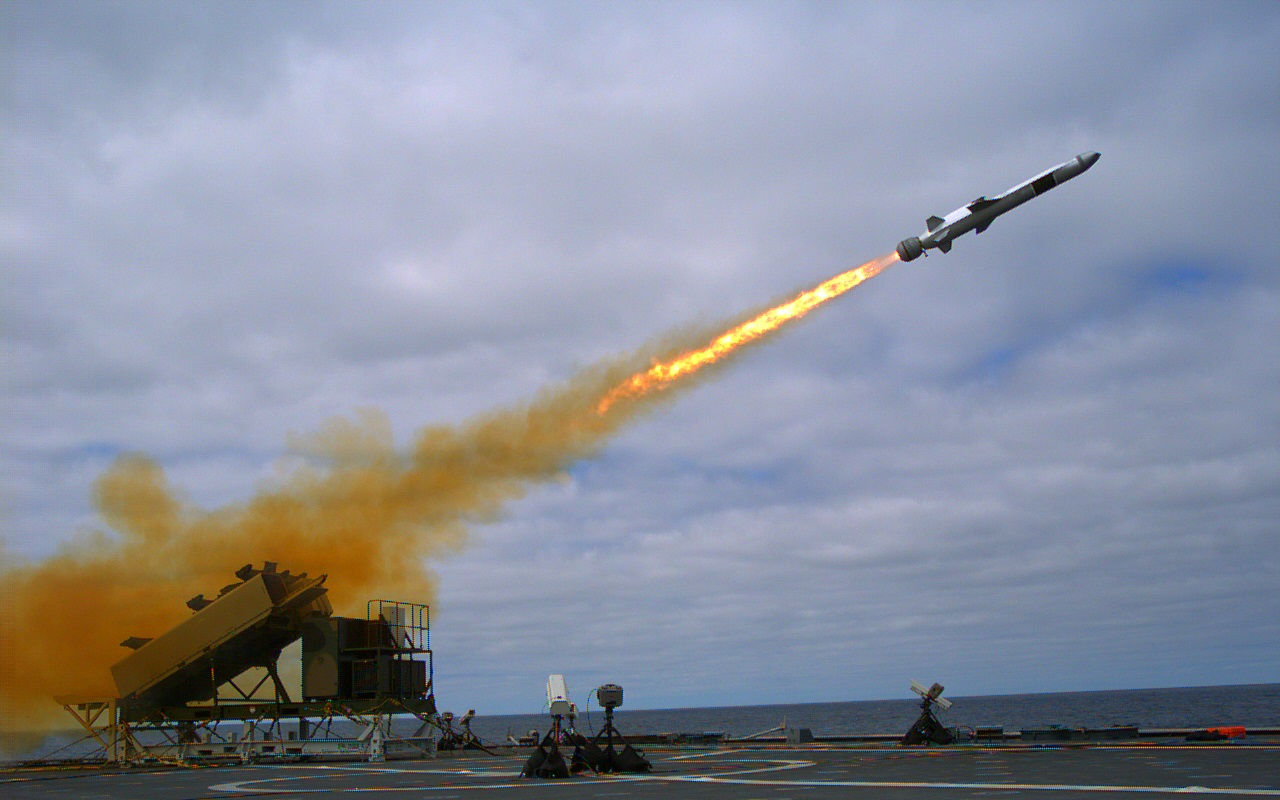
2014년 미국 수상함에서 발사된 JSM 미사일

합동타격미사일(JSM, Joint Strike Missile)은 노르웨이 콩스버그사가 개발한 지대지, 지대함, 함대함, 함대지, 공대함, 공대지의 다목적 순항 미사일이다.

## 역사
2007년 6월 해상타격미사일의 초도계약이 체결되었다. 노르웨이 해군의 난센급 호위함과 스콜드급 초계함에 탑재될 계획이었다.
2008년 12월, 폴란드 해군이 지상발사형 50발을 계약했다. 2016년에 인도가 완료되었다.
2013년 해상타격미사일(NSM, Naval Strike Missile)을 개량한 합동타격미사일(JSM, Joint Strike Missile)의 생산이 시작되었다. 외양이 변경되어 F-35 전투기의 내부무장창에 탑재가능하게 되었다. 탄두중량이 125 kg에서 500파운드(230 kg)로 늘어났다. 지상과 해상의 목표물을 모두 공격할 수 있게 되었다.
노르웨이는 F-35 전투기의 레벨 III 파트너로, 공동개발국이다. F-35 전투기의 내부무장창에 탑재가능한 공대지, 공대함 미사일을 개발했다. 지대지, 지대함, 함대함, 함대지에서는 사거리 185 km, 공대함, 공대지의 다목적 아음속 합동타격 순항미사일이다.
2015년 11월, 미국 유타 훈련장에서 F-16 전투기 시험발사에 성공했다. F-15, F/A-18, 지상 트럭, 구축함에서 발사가능하다.

## 하푼
노르웨이의 JSM 미사일은 서방의 유명한 AGM-84 하푼 미사일과 비슷하다. 한국에는 국산화한 해성 미사일이 있고, 프랑스는 엑조세, 일본도 비슷한 미사일이 있다. JSM 미사일과 미국 보잉사의 하푼 미사일과의 가장 큰 차이점은, F-22, F-35 5세대 스텔스 전투기의 내부무장창에 장착이 가능하다는 점이다.

## F-35
2018년 2월 24일, 미사와 공군기지에서 열린 F-35A 전투기 배치 기념식에는 오노데라 이쓰노리(小野寺五典) 방위상이 참석, F-35A가 대중국 견제용 무기란 점을 강조하면서, JSM 미사일을 구매할 것이라고 밝혔다.
JSM 미사일은 공군용 F-35A, 해병대용 수직이착륙기인 F-35B, 해군용 F-35C의 좌우 내부무장창에 각각 한발씩 탑재할 수 있다.
F-22, F-35는 기존의 공대지 미사일들을 외부무장창에 장착할 수 있다. 그러나, 단 한발이라도 외부무장창에 무기를 장착하면, 전투기의 스텔스 기능이 상실된다. 내부무장창에 무기를 장착하려면, 허용된 무게와 사이즈가 맞아야 한다.
일본은 평화헌법상 지대지, 함대지, 잠대지, 공대지 미사일의 보유가 불허되었다. 오직 전투기의 정밀유도폭탄 투하만이 가능했다. 그러나 2017년 9월 3일 북한 6차 핵실험 직후, 트럼프 대통령이 일본 자위대의 지대지, 함대지, 잠대지, 공대지 미사일의 보유를 허가했다.
한국 정부는 아직 JSM 미사일 도입을 언급하지 않고 있으나, F-35A 내부무장창에 장착가능한 공대지 공대함 미사일은 2018년 2월 현재 노르웨이의 JSM 미사일이 유일하기 때문에, 곧 도입할 것으로 추측할 수 있다. 2018년 한국은 미국 록히드 마틴사의 공장에서 생산된 6대의 F-35A 전투기를 인도받는다.

## 비교
2024년 현재, F-35A 내부무장창에 장착가능한 공대지 미사일은 다음과 같다.
- JSM (합동타격미사일),  노르웨이, 사거리 550 km
- 램페이지 (미사일),  이스라엘, 사거리 300 km
- AGM-88G AARGM-ER,  미국, 사거리 300 km, 대공 레이더 공격
- en:Mako (missile),  미국

## 핵무장
노르웨이는 비핵국가라서 JSM에 핵탄두를 장착하지는 않는다. 그러나 프랑스의 ASMP 공대지 핵순항미사일은 탄두중량 200 kg에 300 kt 수소폭탄을 탑재했다. JSM의 탄두중량은 230 kg이다. F-35 스텔스 전투기의 내부무장창에 탑재하는 사실상 유일한 장거리 미사일이 JSM이다. 사거리 560 km인 JSM에 300 kt 수소폭탄을 탑재하면, F-35의 전략적 역량이 매우 극대화 된다. 일본이 JSM 도입을 결정했다.
하푼 미사일도 탄두중량 200 kg인데, 이스라엘이 미제 하푼 미사일에 수소폭탄을 장착했다고 알려졌다. 이스라엘의 돌핀급 잠수함의 어뢰관에서 발사된다.

## 사용국가
- 노르웨이
- 폴란드

### 사용예정국가
- 말레이시아
- 독일

## 제원 (JSM)
- 생산: 2013년
- 탄두중량: 500 lb (230 kg)
- 엔진: 프랑스 en:Microturbo TRI 40 터보젯
- 플랫폼: F-35 내부무장창 탑재가능